# Sofiane Daid
Sofiane Daid (nacido el 6 de noviembre de 1982) es un nadador argelino que compite en pruebas de estilo pecho. Ganó la medalla de bronce en la competencia de los 200 m estilo pecho en los Juegos Mediterráneos de 2005, y representó dos veces a su país natal, Argelia, en los Juegos Olímpicos de Atenas 2004 y Pekín 2008.